# Lactarius lactarius
Il lattario (Lactarius lactarius (Bloch e Schneider, 1831)), è un pesce osseo marino unico membro vivente della famiglia Lactariidae (ordine Perciformes).

## Distribuzione e habitat
Diffuso nell'Indo-Pacifico tra l'Africa orientale, il Giappone meridionale e il Queensland (Australia). È un animale costiero. La profondità massima a cui è stato catturato è 100 metri. Può trovarsi anche in acque salmastre.

## Descrizione
L'aspetto di questa specie è molto simile a quello dei Carangidae a cui non è strettamente affine filogeneticamente. Due pinne dorsali di cui la prima con raggi spinosi. Le parti a raggi molli delle pinne dorsale e anale sono coperte di scaglie caduche. Anche le scaglie sul corpo cadono facilmente. La bocca è ampia e obliqua. Su entrambe le mascelle sono presenti due denti caniniformi frontali.
Colore grigio argenteo con riflessi blu sul dorso. Il ventre è bianco argenteo. Nella parte alta dell'opercolo c'è una macchia scura. Le pinne sono giallastre.
La taglia media è di 30 cm, la massima di 40.

## Biologia

### Alimentazione
Si nutre di organismi che vivono nella sabbia.

### Riproduzione
Non vengono prestate cure parentali alla prole.

## Pesca
È oggetto di pesca commerciale.